# Yannick Cahuzac
Yannick Cahuzac (* 18. ledna 1985 Ajaccio) je francouzský fotbalový záložník, který působí v korsickém klubu SC Bastia.
Jeho dědečkem je bývalý fotbalista a trenér Pierre Cahuzac.

## Klubová kariéra
V seniorském fotbale debutoval v roce 2005 v dresu SC Bastia.